# Matthew Makil
Matthew Makil (Manjoor, 27 marzo 1851 – Kottayam, 26 gennaio 1914) è stato un vescovo cattolico indiano.
Fu il secondo vicario apostolico, nonché il primo indigeno, del vicariato apostolico di Kottayam (oggi arcieparchia).

## Biografia

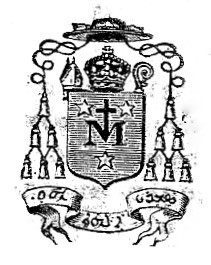
Lo stemma

Makil nacque il 27 marzo 1851 a Manjoor, in India.
Nel 1865 fu accolto nel seminario di Mannanam ricevendo la formazione preliminare, e l’anno seguente si trasferì in quello di Puthenpally, tenuto dai padri carmelitani.
Nel giugno 1892 fondò la Congregazione delle Suore della Visitazione della Beata Vergine Maria, dedicata all’educazione delle ragazze. Il 25 ottobre 1896 fu nominato primo vicario apostolico di Changanacherry (oggi arcieparchia). Si impegnò per il progresso spirituale e materiale del vicariato, promuovendo la formazione catechistica e l’istruzione scolastica.
Il 29 agosto 1911 fu nominato vicario apostolico di Kottayam (oggi arcieparchia).
Dopo una breve malattia, morì il 26 gennaio 1914.

## Processo di beatificazione
Fu dichiarato servo di Dio il 26 gennaio 2009 e venerabile il 22 maggio 2025 con decreto di papa Leone XIV.